# Rebutia pulvinosa
Rebutia pulvinosa là một loài thực vật có hoa trong họ Cactaceae. Loài này được F. Ritter & Buining miêu tả khoa học đầu tiên năm 1963.

## Hình ảnh

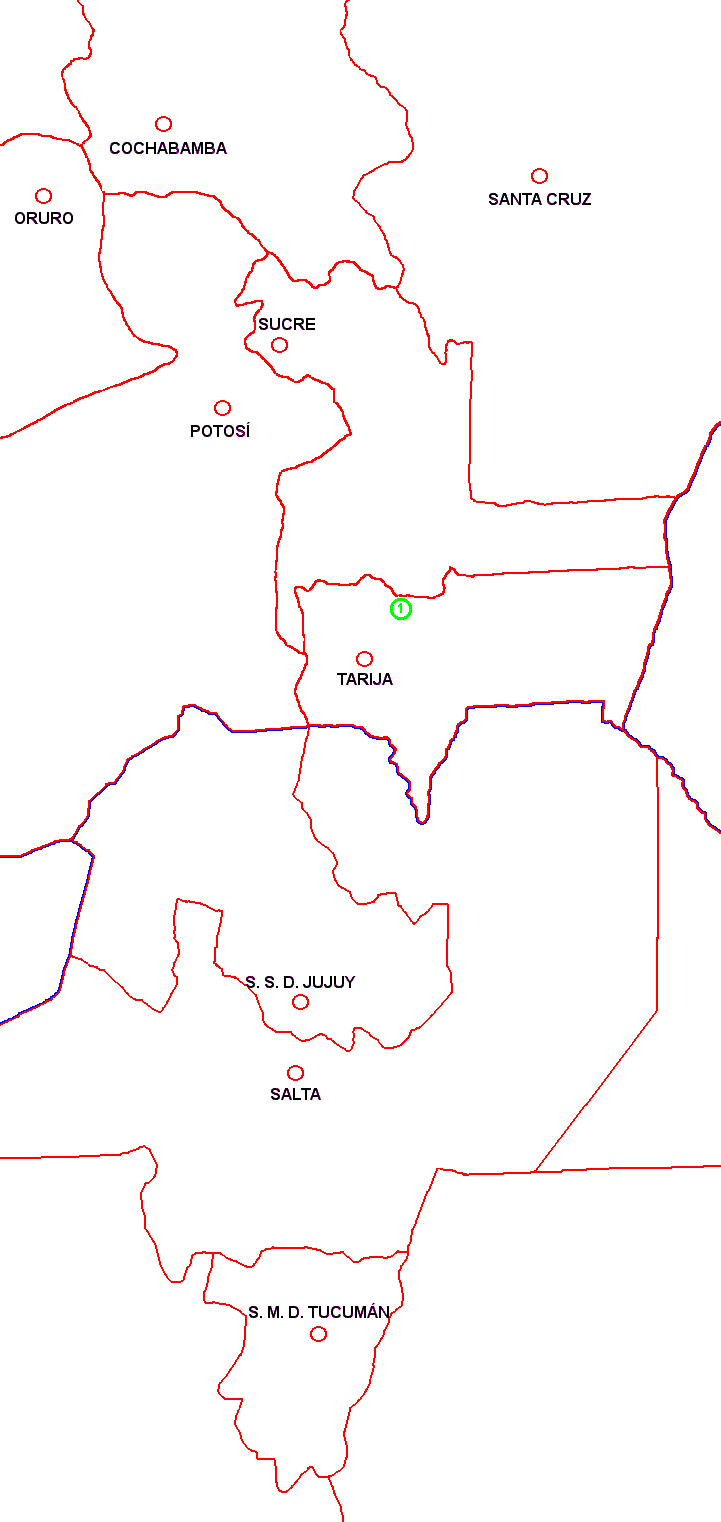
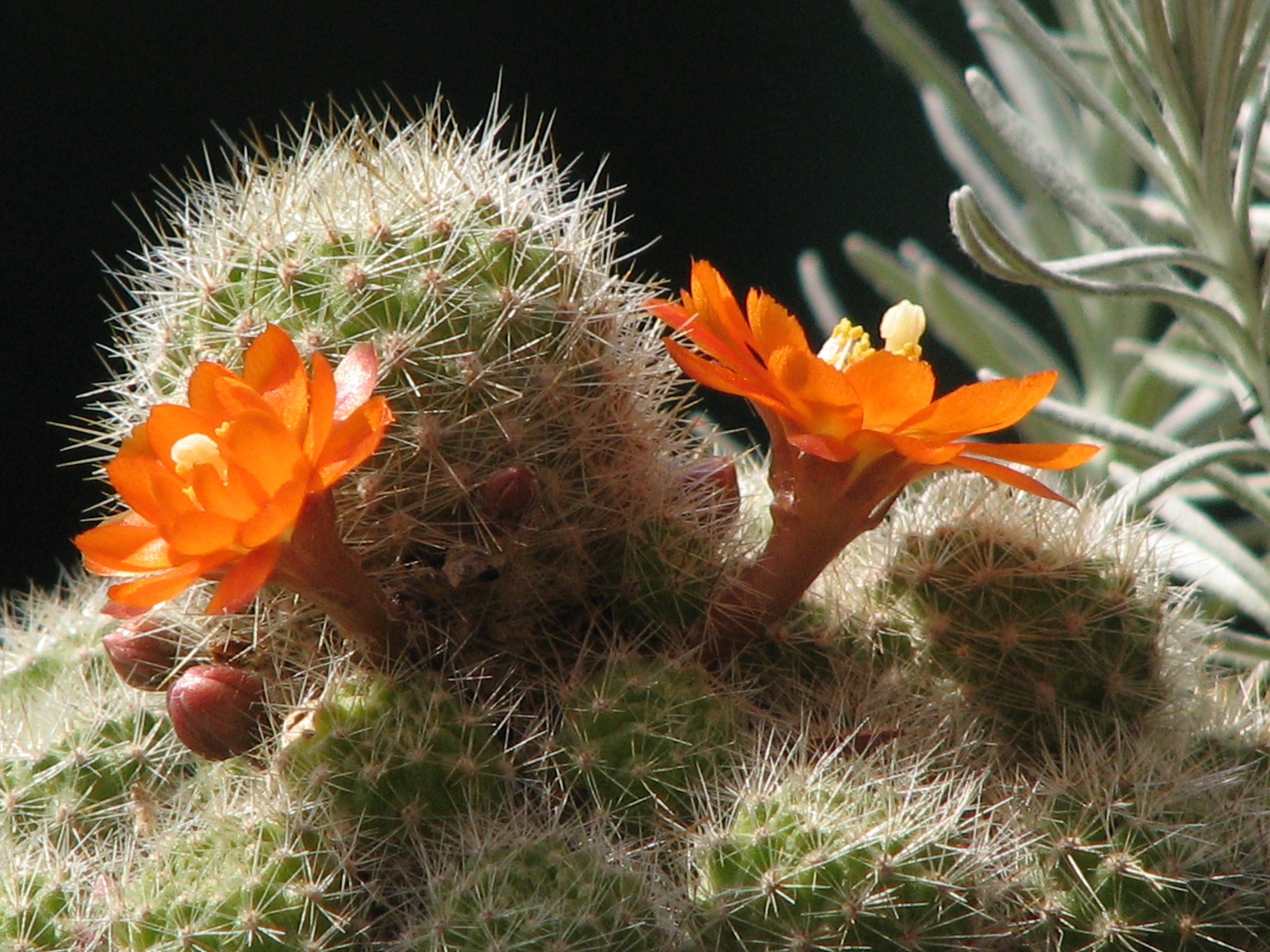
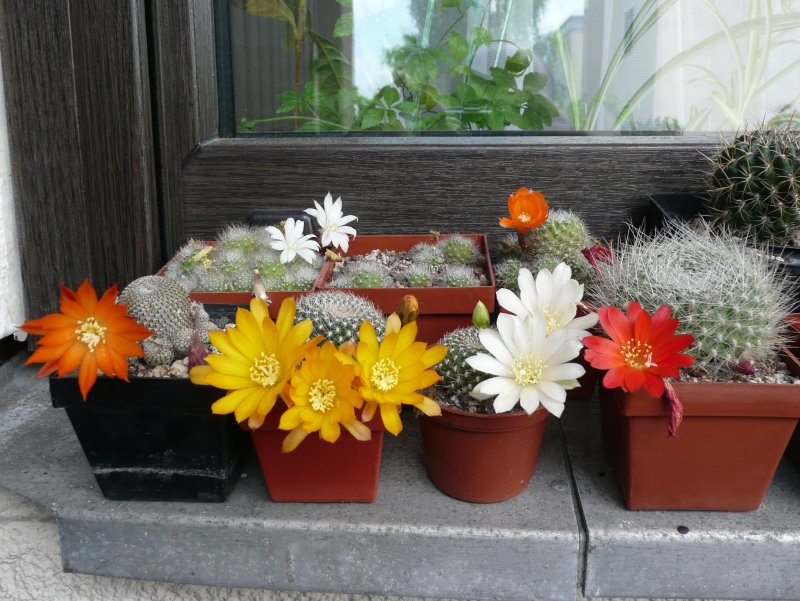
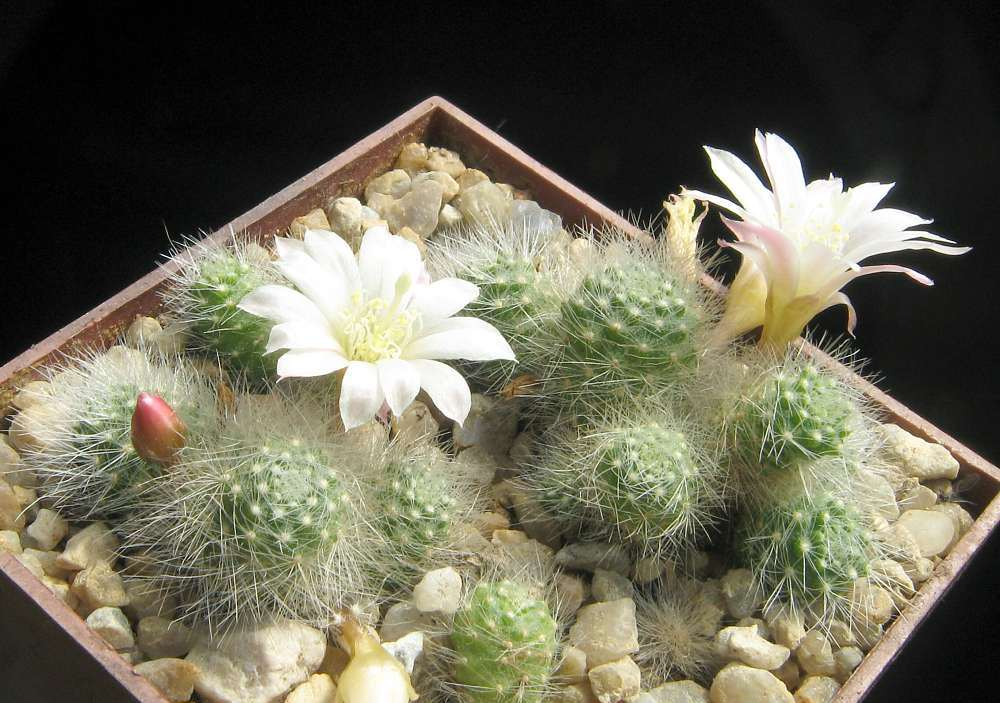